# 台灣播出之日劇列表 (2015年)
2015年台灣播出之日劇列表為在2015年台灣播映過之日本電視劇列表，此列表僅列出首播的日本電視劇。
| 日期     | 劇名 (日文)                         | 日本電視台 | 台灣電視台   | 主要演員                                              | 網站                        | 日本播出季節       |
| 1月1日   | 王牌大律師之"賤"得好吃驚 （リーガルハイ・スペシャル）       | CX         | 緯來日本台   | 堺雅人                                                | 網頁 （页面存档备份，存于） | 2014 秋            |
| 1月15日  | 我妹是惡魔 （ディア♥シスター）                     | CX         | 緯來日本台   | 石原聰美、松下奈緒                                    | 網頁 （页面存档备份，存于） | 2014 秋            |
| 1月21日  | 倒數第二次戀愛 秋篇 （）            | CX         | MY 101綜合台 | 小泉今日子、中井貴一                                  | 網頁（页面存档备份，存于）  | 2012 秋            |
| 1月23日  | 影子寫手 （ゴーストライター）                       | CX         | MY 101綜合台 | 中谷美紀                                              | 網頁 （页面存档备份，存于） | 2015 冬            |
| 1月24日  | 我討厭的偵探 （私の嫌いな探偵）                   | EX         | 曼迪日本台   | 剛力彩芽                                              | 網頁 （页面存档备份，存于） | 2014 冬            |
| 1月29日  | 派遣女醫3 （Doctor-X 外科医・大門未知子）                      | EX         | 緯來日本台   | 米倉涼子                                              | 網頁（页面存档备份，存于）  | 2014 秋            |
| 1月30日  | 美食不孤單4 （孤独のグルメSeason4）                    | TX         | 國興衛視     | 松重豐                                                |                             | 2014 夏            |
| 2月2日   | 美好人生奮鬥記1+2 （キッパリ! / キッパリ!!）              | CBC        | 國興衛視     | 奧山佳惠                                              |                             | 2007 冬 2008 秋    |
| 2月4日   | 續‧倒數第二次戀愛 （続・最後から二番目の恋）              | CX         | MY 101綜合台 | 小泉今日子、中井貴一                                  | 網頁（页面存档备份，存于）  | 2014 春            |
| 2月14日  | 愛上女老師 （セカンド・ラブ）                     | EX         | 緯來日本台   | 龜梨和也                                              | 網頁（页面存档备份，存于）  | 2015 冬            |
| 2月18日  | 相棒Season 8「特命組西進」 （相棒8）     | EX         | Z頻道        | 水谷豐                                                |                             | 2009 秋 ～ 2010 冬 |
| 2月19日  | 相棒Season 9「聖戰」 （）           | EX         | Z頻道        | 水谷豐                                                |                             | 2010 秋 ～ 2011 冬 |
| 2月24日  | 軍師官兵衛 （軍師官兵衛）                     | NHK        | 緯來日本台   | 岡田准一                                              | 網頁 （页面存档备份，存于） | 2014冬 ～ 2014 秋  |
| 3月4日   | 女警地獄耳 （SAKURA〜事件を聞く女〜）                     | TBS        | 緯來日本台   | 仲間由紀惠                                            | 網頁                        | 2014 秋            |
| 3月5日   | 轉職代理人 （エンゼルバンク〜転職代理人）                     | EX         | 客家電視台   | 長谷川京子                                            |                             | 2010 冬            |
| 3月18日  | 為了N （Nのために）                          | TBS        | 緯來日本台   | 榮倉奈奈                                              | 網頁                        | 2014 秋            |
| 3月27日  | 三匹歐吉桑 （三匹のおっさん）                     | TX         | 國興衛視     | 北大路欣也                                            |                             | 2014 冬            |
| 4月1日   | 了不起的選TAXI （素敵な選TAXI）                 | KTV        | PTS          | 竹野內豐                                              | 網頁（页面存档备份，存于）  | 2014 秋            |
| 4月1日   | SORRY青春！ （ごめんね青春!）                    | TBS        | 緯來日本台   | 錦戶亮                                                | 網頁 （页面存档备份，存于） | 2014 秋            |
| 4月3日   | 我的超人媽媽 （Woman）                   | NTV        | 衛視中文台   | 滿島光                                                | 網頁                        | 2013 夏            |
| 4月4日   | 最強名醫之生存戰篇 （）             | EX         | 緯來日本台   | 澤村一樹                                              | 網頁 （页面存档备份，存于） | 2015 冬            |
| 4月17日  | 醫師們的戀愛處方箋 （医師たちの恋愛事情）             | CX         | MY 101綜合台 | 齋藤工                                                | 網頁 （页面存档备份，存于） | 2015 春            |
| 4月17日  | 社長不是人 （ブラック・プレジデント）                     | KTV        | 緯來日本台   | 澤村一樹                                              | 網頁（页面存档备份，存于）  | 2014 春            |
| 4月25日  | 家的記憶 （）                       | EX         | 緯來日本台   | 木村拓哉                                              | 網頁（页面存档备份，存于）  | 2015 春            |
| 4月27日  | 愛在貓咪療癒時 （ねこばん）                 | tvk        | 國興衛視     | 伊武雅刀                                              |                             | 2010 秋            |
| 5月4日   | 最強名醫2015 （DOCTORS3 最強の名医）                   | EX         | 緯來日本台   | 澤村一樹                                              | 網頁 （页面存档备份，存于） | 2015冬             |
| 5月5日   | 貓咪心動奇蹟 （ネコナデ）                   | tvk        | 國興衛視     | 小木茂光                                              |                             | 2008 冬            |
| 5月6日   | 救災最前線 （）                     | NHK        | PTS          | 小池徹平                                              | 網頁 （页面存档备份，存于） | 2014 秋            |
| 5月8日   | 阿政與愛莉 （マッサン）                     | NHK        | 緯來日本台   | 玉山鐵二、夏綠蒂·凱特·福斯                            | 網頁（页面存档备份，存于）  | 2014 秋 ～ 2015 冬 |
| 5月25日  | 無間雙龍 （）                       | TBS        | 緯來日本台   | 生田斗真                                              | 網頁 （页面存档备份，存于） | 2015 冬            |
| 6月25日  | 約會大作戰 （デート〜恋とはどんなものかしら〜）                     | CX         | 緯來日本台   | 杏                                                    | 網頁（页面存档备份，存于）  | 2015 冬            |
| 7月4日   | 新·毛骨悚然撞鬼經驗 （ほんとにあった怖い話）            | CX         | 緯來日本台   | 坂上忍、桐谷美玲、島崎遙香 剛力彩芽、石原聰美、黑木瞳 | 網頁 （页面存档备份，存于） | 2014 夏            |
| 7月9日   | 金錢戰爭 （銭の戦争）                       | KTV        | 緯來日本台   | 草彅剛                                                | 網頁 （页面存档备份，存于） | 2015 冬            |
| 7月11日  | 危機大神 （リスクの神様）                       | CX         | 緯來日本台   | 堤真一                                                | 網頁 （页面存档备份，存于） | 2015 夏            |
| 7月24日  | 閃爍的二次愛戀 （恋仲）                 | CX         | MY 101綜合台 | 福士蒼汰                                              | 網頁 （页面存档备份，存于） | 2015 夏            |
| 7月27日  | 實習醫37歲 （37歳で医者になった僕〜研修医純情物語〜）                     | KTV        | 緯來日本台   | 草彅剛                                                | 網頁 （页面存档备份，存于） | 2012 春            |
| 8月3日   | 天皇御廚 （天皇の料理番）                       | TBS        | 緯來日本台   | 佐藤健                                                | 網頁（页面存档备份，存于）  | 2015 春            |
| 8月20日  | 織田信長的御廚 （信長のシェフ）                 | EX         | 緯來日本台   | 玉森裕太                                              | 網頁（页面存档备份，存于）  | 2013 冬 2014 夏    |
| 8月23日  | 沖繩恐怖怪談 （オキナワノコワイハナシ）                   | RBC        | 國興衛視     |                                                       |                             |                    |
| 10月1日  | 職場新女王 （エイジハラスメント）                     | EX         | 緯來日本台   | 武井咲                                                | 網頁（页面存档备份，存于）  | 2015 夏            |
| 10月9日  | 我們仍未知道那天所看見的花名。 （あの日見た花の名前を僕達はまだ知らない。） | CX         | MY 101綜合台 | 村上虹郎                                              | 網頁 （页面存档备份，存于） | 2015 夏            |
| 10月10日 | 相棒Season10 （相棒）                   | EX         | Z頻道        | 水谷豐                                                | 網頁（页面存档备份，存于）  | 2011 秋 ～ 2012 冬 |
| 10月10日 | 毛骨悚然撞鬼經驗2015 （ほんとにあった怖い話）           | CX         | 緯來日本台   | 玉森裕太                                              | 網頁 （页面存档备份，存于） | 2015 夏            |
| 10月15日 | 歡迎光臨本飯店 （ホテルコンシェルジュ）                 | TBS        | 緯來日本台   | 西內瑪麗亞                                            | 網頁 （页面存档备份，存于） | 2015 夏            |
| 10月17日 | 朝5晚9 （5→9〜私に恋したお坊さん〜）                         | CX         | 緯來日本台   | 石原聰美                                              | 網頁 （页面存档备份，存于） | 2015 秋            |
| 10月23日 | 大人女孩 （オトナ女子）                       | CX         | MY 101綜合台 | 篠原涼子                                              | 網頁 （页面存档备份，存于） | 2015 秋            |
| 10月29日 | 媽咪們的心機 （マザー・ゲーム〜彼女たちの階級〜）                   | TBS        | 緯來日本台   | 木村文乃                                              | 網頁（页面存档备份，存于）  | 2015 春            |
| 11月12日 | 小希的洋菓子 （まれ）                   | NHK        | 緯來日本台   | 土屋太鳳                                              | 網頁 （页面存档备份，存于） | 2015 春 ～ 2015 夏 |
| 11月23日 | 人民之王 （民王）                       | EX         | 緯來日本台   | 遠藤憲一、菅田將暉                                    | 網頁（页面存档备份，存于）  | 2015 夏            |